# Per Carlsson (handbollsspelare)
Per Olov Mikael Carlsson, född 16 december 1960 i Grums, är en svensk tidigare handbollsspelare (högersexa).

## Klubbkarriär
Per Carlsson föddes i Grums och inledde handbollskarriären i Karlstadsklubben IF Hellton. Säsongen 1980/1981 var han,  tillsammans med bland andra Per Carlén, nära att föra upp laget i högsta ligan (dåvarande Allsvenskan). Han flyttade sedan till Göteborg och spelade för HP Warta och Redbergslids IK.

## Landslagskarriär
Per Carlsson spelade tre ungdomslandskamper för Sverige 1979–1981 men hans A-landslagsdebut dröjde tills han var 23 år. Han debuterade i A-landslaget mot Sovjetunionen den 5 juni 1984 i Carpati cup. Sverige förlorade hans debut med 20–24. Carlsson spelade sedan enligt gammal statistik 82 landskamper medan den nya statistiken tar upp 86 landskamper. Men då räknar den nya statistiken in 4 landskamper som inte är officiella mot Jugoslavien B, Kina U, Norge U och Schweiz B så skillnaden kan bero på detta. Enligt den nya statistiken stod han för 129 mål i landslaget. Av hans 86 landskamper vann Sverige 44, spelade 10 oavgjorda och förlorade 32.
Carlsson deltog vid VM 1986 i Schweiz, där Sverige förlorade bronsmatchen mot Östtyskland. Sedan deltog han vid OS 1988 i Seoul, då Sverige blev femma. Sista landskampen spelade han mot Danmark den 11 januari 1990.

## Efter spelarkarriären
Per Carlsson började jobba inom Volvokoncernen 1985 i Göteborg och har därefter haft en rad olika befattningar där, bland annat ekonomichef för Volvo Lastvagnar och vd för Volvo Bussar (2012). Han har därutöver utfört styrelsearbete i sina forna klubbar Redbergslids IK och i IF Hellton.